# Кариссими, Джакомо
Джа́комо Кари́ссими (итал. Giacomo Carissimi; крещен 18 апреля 1605, Марино, под Римом — 12 января 1674, Рим) — итальянский композитор, представитель Римской школы музыки.

## Биография
Сын бочара. Сначала был певцом, а впоследствии и органистом в Тиволи (под Римом). Затем служил капельмейстером в Ассизи и с 1630 г. в церкви Сан-Аполлинаре (Рим). В 1637 году принял священнический сан.
В 1656 году он был представлен шведской королеве в изгнании Кристине, написал в её честь несколько сочинений. Никогда не покидал пределов Италии.

## Творчество
Кариссими писал как церковную, так и светскую музыку. Авторство многих сочинений (в том числе семи месс, трёх магнификатов и более сотни мотетов, в том числе в сборнике «Римский Арион, или первая книга духовных песен») ныне оспаривается. Сохраняют известность небольшие латинские оратории (оригинальное название жанра — historia sacra) на ветхозаветные темы, в том числе «Иеффай», «Иона», «Суд Соломона» (Judicium Salomonis), «Авраам и Исаак», «Валтасар», «Всемирный потоп» (Diluvium universale), «Езекия», «Страшный суд» (Judicium extremum), «Суета сует» (Vanitas vanitatum). Написал более 130 итальянских кантат, примерно столько же приписывает ему позднейшая традиция.
Издал школу для пения, переведенную на немецкий язык (Аугсбург, 1696).

## Ученики
Среди учеников Кариссими Марк-Антуан Шарпантье, Джованни Паоло Колонна, Алессандро Скарлатти.